# Lessebo GoIF
Lessebo Gymnastik och Idrottsförening är en idrottsklubb från Lessebo i Småland. Klubben har lag i fotboll och innebandy. Fotbollslaget spelar sina hemmamatcher på Lessebo IP och innebandylaget spelar sina matcher i Lessebo sporthall. Klubben spelar i blåa och gula tröjor och blåa byxor, bortadräkten är helröd. När klubben spelade i nästhögsta divisionen (nuvarande superettan) var spelardräkten blågulrandig tröja och svarta byxor. 

## Fotboll

### Historik
Klubben bildades år 1925 och har spelat två säsonger i den näst högsta divisionen i fotboll. De gick upp till division två säsongen 1933/34, men de slutade sist och åkte ur. De kom tillbaka upp direkt till säsongen 1935/36 för att återigen sluta på tionde och sista plats.Klubben har även spelat nitton säsonger i den tredje högsta divisionen.
2013 kommer Lessebo GoIF spela i Division 4 efter att ha klarat av ett negativt kval genom att vinna mot SSG (2-1) och Liatorp (3-0). 

### Tabellplaceringar 2001-2012[4]
| Säsong | Division              | Placering | Skyttekung               | Anmärkning                                        |
| ------ | --------------------- | --------- | ------------------------ | ------------------------------------------------- |
| 2012   | Division 4 SÖ Småland | 10        | Daniel Håkansson, 16 mål | Kvar i Division 4 via kval                        |
| 2011   | Division 4 SV Småland | 3         | Joakim Ivansson, 16 mål  |                                                   |
| 2010   | Division 4 SV Småland | 9         | Johannes Ahl, 8 mål      |                                                   |
| 2009   | Division 4 SV Småland | 5         | i.u.                     |                                                   |
| 2008   | Division 4 SV Småland | 8         | i.u.                     |                                                   |
| 2007   | Division 4 Östra Elit | 12        | i.u.                     | Direktnedflyttning efter endast 4 inspelade poäng |
| 2006   | Division 4 Södra Elit | 7         | i.u.                     |                                                   |
| 2005   | Division 4 SÖ Småland | 1         | i.u.                     | Direktuppflyttade till Elitfyran                  |
| 2004   | Division 4 SÖ Småland | 6         | i.u.                     |                                                   |
| 2003   | Division 4 SÖ Småland | 7         | i.u.                     |                                                   |
| 2002   | Division 4 SV Småland | 5         | i.u.                     |                                                   |
| 2001   | Division 5 S Småland  | 1         | i.u.                     | Direktuppflyttade till Div 4                      |

## Innebandysektionen
Innebandysektionens representationslag spelar säsongen 2012/2013 i Herrar Division 3 Södra Småland. I samma serie spelar lokalkonkurrenten Hovmantorps GoIF. Lessebos coach är Johan Magnusson.

### Tabellplaceringar 2006-2013[5]
| Säsong    | Division                        | Placering | Skyttekung                         | Anmärkning                                               |
| --------- | ------------------------------- | --------- | ---------------------------------- | -------------------------------------------------------- |
| 2012/2013 | Herrar Division 3 Södra Småland | 2         | Fredrik Franzén, 46 poäng (17+29)  | Uppflyttade till div 2 via kvalserie                     |
| 2011/2012 | Herrar Division 3 Södra Småland | 2         | Daniel Håkansson, 68 poäng (55+13) | Missade uppflyttning i kvalet där laget slutade sist     |
| 2010/2011 | Herrar Division 2 Småland       | 11        | Daniel Håkansson, 48 poäng (42+6)  | Nedflyttade utan kvalspel                                |
| 2009/2010 | Herrar Division 3 Småland       | 6         | Daniel Håkansson, 57 poäng (38+19) | På grund av serieomläggning uppflyttade i nya Division 2 |
| 2008/2009 | Herrar Division 4 Östra Småland | 2         | Daniel Håkansson, 52 poäng (36+16) | Uppflyttade via kval                                     |
| 2007/2008 | Herrar Division 4 Östra Småland | 2         | Ola Nygren, 49 poäng (22+27)       |                                                          |
| 2006/2007 | Herrar Division 5 Södra Småland | 1         | Ola Nygren, 45 poäng (10+35)       | Uppflyttade                                              |